# Cuatro (televisiezender)

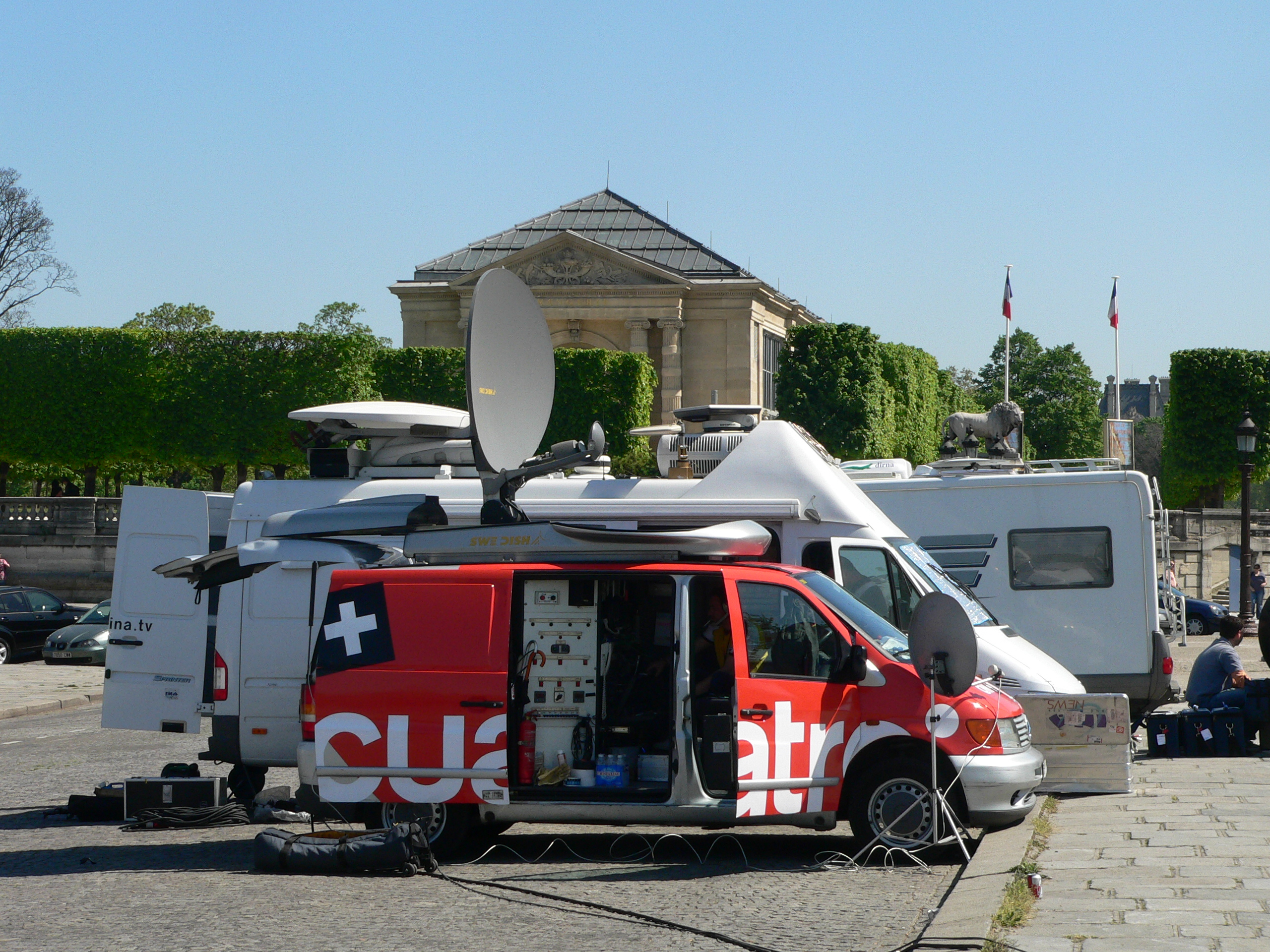
Een busje van Cuatro in Parijs

Cuatro is een Spaanse commerciële televisiezender. De zender richt zich op een breed publiek, en biedt onder andere buitenlandse series en producties van eigen makelij aan, waaronder sport- en nieuwsprogramma's en magazines. Sinds 2011 is de zender eigendom van het Italiaanse mediabedrijf Mediaset España van de familie Berlusconi. Sinds de overname door dat bedrijf zendt cuatro uit vanuit Fuencarral, een wijk in Madrid. 